# أناستاسيا دي توربي
 الكونتيسة أناستاسيا ميخائيلوفنا دي توربي (الروسية: Анастасия Михайловна де Торби) (9 سبتمبر 1892 - 7 ديسمبر 1977) كانت الابنة الكبرى لدوق روسيا الأكبر مايكل ميخائيلوفيتش، وحفيدة القيصر نيكولاي الأول ملك روسيا.